# Akabská pevnost
Akabská pevnost (arabsky قلعة العقبة‎) je původně křižácká pevnost ze 12. století a jedna z mála historických staveb, které se nacházejí v jordánském přístavu Akaba.

## Poloha
Pevnost se nachází v jižní části Akaby, na pobřeží Rudého moře, v blízkosti Akabského archeologického muzea (dříve rezidence Šarífa Huseina). V blízkosti pevnosti stojí velký stožár s vlajkou arabského povstání.

## Podoba
Pevnost byla zbudována na čtyřúhelníkovém půdorysu, každá strana má délku cca 55 metrů. V každém rohu stavby stála kamenná věž. Do současné doby se věže nedochovaly, hlavní dominantou se stala velká brána s nápadným obloukem, kterou se vstupuje na hlavní nádvoří. Pevnost měla být zbudována jako symetrická stavba, nicméně jednotlivé její prvky nejsou rovnoměrné. V průčelí se nacházejí dvě věže s kruhovým půdorysem a jedna z nich je větší než druhá.
Na pravé (severní) straně jsou dva nápisy, které připomínají obnovitele pevnosti: mamlúckého sultána Kansuha al-Ghúrího. Kromě toho jsou zde umístěny i verše z Koránu.

## Historie
Pevnost byla vybudována křižáky ve 12. století. V dobových záznamech je známá pod názvem Helim. Postavena byla nejspíše na základech ještě starší stavby podobného účelu. V roce 1187 byla (stejně jako celá Akaba) dobyta Saladinem a rozbořena. Několik set let z ní zůstaly pouhé trosky. Rozpad zhoršovala častá zemětřesení, po nějakou dobu se zde nacházel zájezdní hostinec pro karavany (han). Na počátku 14. století byla obnovena během nadvlády Mamlúckého sultanátu. Poté ji převzali Turci. Až do roku 1892 byl formálně začleněn pod Egypt. Kromě vojenského využití pevnost také sloužila pro poutníky, kteří cestovali přes Aqabu a pobřeží Rudého moře do Mekky.
Jedna z epizod arabského povstání se zde odehrála 6. července 1917. V pevnosti se nacházela dobře ozbrojená posádka turecké armády, kterou porazila arabská velbloudí jízda. Po pádu pevnosti odcestoval Thomas Edward Lawrence (Lawrence z Arábie) do Káhiry oznámit skutečnost britskému vojenskému velení. V pevnosti také sídlil Husajn ibn Alí al-Hášimí.
Dnes je stavba chráněná jako kulturní památka a je navštěvována turisty. Na průčelí pevnosti byl po vzniku Jordánska umístěn znak dynastie Hášimovců.